# Голови колишніх правительських династій
Голови колишніх правительських династій ― список нинішніх голів колишніх правительських династій країн, де монархія або була ліквідована, скасована або замінена новою династією.
Списки голів колишніх правительських династій базуються на відповідних законах про спадкоємство, будь то спадкові чи виборні монархії, незалежно від того, чи заявляє особа активну претензію на титули, пов'язані зі скасованою монархією чи ні. Країна може мати кілька колишніх правительських династій, чиї представники мають право претендувати на трон.

## Європа
| Держава                           | Претендент                  | Династія                 | Нащадок                                                           | Рік скасування монархії   |
| --------------------------------- | --------------------------- | ------------------------ | ----------------------------------------------------------------- | ------------------------- |
| Албанське королівство             | Лека II                     | Зогу                     | Онук короля Зога I (1928–1939).                                   | фактично 1939 де юре 1944 |
| Австро-угорська імперія           | Карл фон Габсбурґ           | Габсбурґ-Лотарінґен      | Онук імператора та короля Карла І (1916–1918).                    | 1918                      |
| Королівство Болгарія              | Симеон II                   | Саксен-Кобург-Готська    | Останній правлячий король Болгарії (1943–1946).                   | 1946                      |
| Князівство Курляндія (Латвія)     | Ернст-Йоганн                | Бірон                    | Нащадок князя Курляндії Ернста фон Бірон (1737–1740 і 1763–1769). | 1795                      |
| Литовське королівство             | Вільгельм Альберт           | Вюртемберги              | Онук короля Литви Вільгельма Ураха (1918–1928).                   | 1918                      |
| Королівство Фінляндія             | Донат Гессенський           | Гессен                   | Правнук короля Фрідріха Карла Гессен-Кассельського (1918).        | 1918                      |
| Королівство Франція (Легітимісти) | Луї Анжуйський              | Бурбони                  | 9-й правнук короля Людовика XIV (1643–1715).                      | 1830                      |
| Королівство Франція (Орлеаністи)  | Жан Орлеанський             | Орлеанська               | 4-й правнук короля Луї-Пилипа I (1830–1848).                      | 1848                      |
| Французька імперія (Бонапартизм)  | Шарль Наполеон              | Бонапарти                | Прямі нащадки молодшого брата Наполеона І - Жерома Бонапарта.     | 1870                      |
| Французька імперія (Бонапартизм)  | Жан-Крістоф Наполеон        | Бонапарти                | Прямі нащадки молодшого брата Наполеона І - Жерома Бонапарта.     | 1870                      |
| Королівство Грузія                | Давід Багратіон             | Багратіони-Мухранські    | Нащадок короля Грузії Костянтина II (1478-1505)                   | 1801                      |
| Королівство Грузія                | Нузгар Багратіон            | Багратіони-Грузинські    | Нащадок короля Грузії Георгія XII (1798-1800)                     | 1801                      |
| Грецьке королівство               | Костянтин II                | Глюксбурги               | Останній король Греції (1964–1973).                               | 1973                      |
| Королівство Чорногорія            | Нікола Петрович-Негош       | Петрович-Негош           | Правнук короля Чорногорії Ніколи І (1910–1918).                   | 1918                      |
| Варшавське князівство             | Рюдігер Саксонський         | Веттіни                  | 4-й пра-пра-племінник короля Фридріка Августа І (1807-1815).      | 1815                      |
| Варшавське князівство             | Олександр Мейссенський      | Сакс-Гессафі             | 4-й пра-пра-племінник короля Фридріка Августа І (1807-1815).      | 1815                      |
| Португальське королівство         | Дуарте Піо                  | Браганза                 | Правнук короля Португалії Мігеля I (1828–1834).                   | 1910                      |
| Румунське королівство             | Маргарита Румунська         | Гогенцоллерн-Зігмарінген | Донька короля Міхая I (1927-1930 і 1940-1947)                     | 1947                      |
| Румунське королівство             | Павло-Пилип                 | Гогенцоллерн-Зігмарінген | Онук короля Кароля II (1930-1940)                                 | 1947                      |
| Румунське королівство             | Карл Фридрик                | Гогенцоллерн-Зігмарінген | Пра-племінник короля Фердинанда I (1914-1927)                     | 1947                      |
| Росія                             | Марія Володимирівна         | Романови                 | Пра-пра-правнучка Олександра II (1855-1881)                       | 1917                      |
| Росія                             | Микола Лейнінген-Романов    | Романови                 | Пра-пра-правнук Олександра II (1855-1881)                         | 1917                      |
| Росія                             | Андрій Романов              | Романови                 | Пра-пра-правнук імператора Миколи I (1825-1855)                   | 1917                      |
| Королівство Сербія                | Предраг Яковлевич           | Обреновичі               | Нащадок брата князя Милоша Обреновича (1815–1860).                | 1903                      |
| Королівство Сербія                | Олександр Карагеоргієвич    | Карагеоргієвичі          | Праправнук короля Петра I (1903–1918).                            | 1918                      |
| Україна                           | Грегор Розумовський         | Розумовські              | Нащадок гетьмана України Кирила Розумовського                     | 1764                      |
| Україна                           | Карл фон Габсбурґ           | Габсбурґи-Лотаринзькі    | Онук короля Галичини і Волині Карла І (1916–1918).                | 1918                      |
| Україна                           | Олександра Скоропадська-Отт | Скоропадські             | Онука гетьмана всієї України Павла Скоропадського                 | 1918                      |

- Німеччина

Священна Римська імперія, а пізніше Німецька імперія була федерацією десятка менших монархій (королівств та князівств), які після I Світової війни були скасовані та стали сучасною ФРН, хоча низка монархів офіційно ніколи не зрікалася своїх титулів. Крім того, деякі монархії припинили своє існування на більш ранньому етапі, в процесі формування єдиної німецької держави. Наприклад, вони були анексовані Пруссією після австро-прусської війни 1866 р.
На початку XXI ст. існує низка претендентів на різні німецькі престоли. Крім того, за час після розпаду Німецької імперії низка колишніх правительських королівських та князівських династій вимерла по чоловічій лінії, і тому не входить до списку претендентів, що подано нижче. Наприклад: династія Мекленбург-Шверін припинилась у 2001 році, Сакс-Альтенбург у 1991 році, а Шварцбург-Рудольштадт та Шварцбург-Зондерсгаузен у 1971 році.
У всіх випадках правонаступництво в колишніх правительських Будинках є спадковим.
| Держава                                    | Претендент               | Династія                  | Нащадок                                                                                | Рік скасування монархії |             |
| Імперія                                    | Імперія                  | Імперія                   | Імперія                                                                                | Імперія                 |             |
| ------------------------------------------ | ------------------------ | ------------------------- | -------------------------------------------------------------------------------------- | ----------------------- | ----------- |
| Німецька імперія                           | Георг Фридріх            | Гогенцоллерни             | Праправнук кайзера Вільгельма II (1888–1918).                                          | 1918                    |             |
| Королівства                                |                          |                           |                                                                                        |                         |             |
| Баварське королівство                      | Франц Баварський         | Віттельсбахи              | Праправнук короля Людвіга III (1913–1918).                                             | 1918                    |             |
| Ганноверське королівство                   | Ернст Август             | Ганновери                 | Праправнук короля Георга V (1851–1866).                                                | 1866                    | [ 1 ]       |
| Прусське королівство                       | Георг Фрідріх            | Гогенцоллерни             | Праправнук короля Вільгельма II (1888–1918).                                           | 1918                    |             |
| Саксонське королівство                     | Рюдігер Саксонський      | Веттіни                   | Праправнук короля Фрідріха Августа III (1904–1918).                                    | 1918                    |             |
| Саксонське королівство                     | Олександр Мейссен        | Сакс-Гессаф               | Праправнук короля Фрідріха Августа III (1904–1918).                                    | 1918                    |             |
| Вюртемберзьке королівство                  | Карл Вюртемберг          | Вюртемберги               | Пра-племінник короля Вільгельма II (1891–1918).                                        | 1918                    |             |
| Великі Князівства                          |                          |                           |                                                                                        |                         |             |
| Велике герцогство Баденське                | Максиміліан Баденський   | Церінгени                 | Праправнук Великого князя Леопольда I (1830–1852).                                     | 1918                    |             |
| Велике герцогство Гессенське               | Донатус Пилип Гесенський | Гессени                   | 11-й двоюрідний брат Великого князя Ернста Людвіга (1892–1918).                        | 1918                    |             |
| Велике герцогство Мекленбург-Стреліцьке    | Юрій Борвін              | Мекленбурги               | Пра-пра-праправнук Великого князя Георга (1816–1860).                                  | 1918                    |             |
| Велике герцогство Ольденбурзьке            | Християн Ольденбурзький  | Гольштейн-Готорпські      | Пра-правнук Великого князя Фрідріха Августа II (1900–1918).                            | 1918                    |             |
| Велике герцогство Саксен-Веймар-Айзенаське | Михайло-Бенедикт         | Саксен-Веймар-Ейзенах     | Онук Великого князя Вільгельма Ернста (1901–1918).                                     | 1918                    |             |
| Князівства (герцогства)                    |                          |                           |                                                                                        |                         |             |
| Ангальтське герцогство                     | Юлій-Едуард              | Асканії                   | Син князя Йоакима Ернста (1918).                                                       | 1918                    |             |
| Саксен-Кобург-Готське герцогство           | Андреас                  | Саксен-Кобург-Ґота        | Онук князя Карла Едуарда (1900–1918).                                                  | 1918                    | [ 2 ]       |
| Саксен-Майнінгенське герцогство            | Фредерик-Конрад          | Саксен-Мейнінген          | Пра-правнук князя Георга II (1866–1914).                                               | 1918                    |             |
| Шлезвіг-Гольштейн                          | Кристоф                  | Глюксбурги                | Пра-пра-пра-правнук князя Фредеріка VII (1808–1863). style="text-align:center;"\| 1866 |                         |             |
| Графства (малі князівства)                 |                          |                           |                                                                                        |                         |             |
| Гогенцоллерн-Зігмарінгенське князівство    | Карл Фридріх             | Гогенцоллерн-Зігмарінгени | Пра-правнук князя Карла Антона (1848–1849).                                            | 1850                    | [ 3 ]       |
| Ліппе                                      | Степан                   | Ліппе                     | Онук Леопольда IV, князя Ліппе (1905–1918).                                            | 1918                    |             |
| Ліппе                                      | Фредерік Вільґельм       | Ліппе                     | Внучатий племінник Леопольда IV, князя Ліппе (1905–1918).                              | 1918                    |             |
| Ройсс-Герське князівство                   | Генрих XIV               | Ройсс                     | Нащадок князя Генріха XXVII (1913–1918)                                                | 1918                    |             |
| Шаумбург-Ліппське князівство               | Олександр                | Ліппе                     | Внучатий племінник князя Адольфа II (1911–1918).                                       | 1918                    | [ 4 ]       |
| Шварцбург-Рудольштадтське князівство       | Фредерик Магнус VI       | Шварцбург-Рудольштадт     | Пра-правнук князя Фридріка Гюнтера (1807–1867).                                        | 1918                    | [ 5 ] [ 6 ] |
| Шварцбург-Рудольштадтське князівство       | Фредерик Магнус VI       | Шварцбург-Зондерсгаузен   | Нащадок князя Гюнтера Віктора (1909–1918).                                             | 1918                    | [ 5 ] [ 6 ] |
| Вальдек-Пірмонтське князівство             | Вітекінд Георг-Вільгельм | Вальдек                   | Онук князя Фридріка (1893–1918).                                                       | 1918                    | [ 7 ]       |

- Італія

До середини XIX століття на Апеннінському півострові існувала низка держав, деякі з яких були монархіями. Під час об’єднання Італії монархи таких італійських  держав втратили суверенітет, а їх титули стали суто церемоніальними. Новостворений трон Королівства Італія зайняв колишній король Сардинії.
| Держава                          | Претендент                | Династія              | Нащадок                                                                               | Рік скасування монархії |               |
| -------------------------------- | ------------------------- | --------------------- | ------------------------------------------------------------------------------------- | ----------------------- | ------------- |
| Італія                           | Амедео ІІІ                | Савої                 | Пра-правнук короля Вітторіо Емануеле II (1861–1878).                                  | 1946                    | [ 8 ] [ 9 ]   |
| Італія                           | Віктор Емануїл Савойський | Савої                 | Спадкоємець і син короля Умберто II (1946).                                           | 1946                    | [ 8 ] [ 9 ]   |
| Королівства до об'єднання Італії |                           |                       |                                                                                       |                         |               |
| Мантуанське герцогство           | Мауріціо                  | Гонзага               | Нащадок маркіза Федеріко I (1478–1484).                                               | 1708                    | [ 10 ]        |
| Модена                           | Лоренцо                   | Аустрія-Есте          | Пра-правнук Франца Фердинанда, усиновлений спадкоємець князя Франческо V (1846–1859). | 1859                    |               |
| Герцогство Парми та П'яченци     | Карлос                    | Бурбон-Парма          | Пра-правнук князя Роберто I (1854–1859).                                              | 1859                    | [ 11 ] [ 12 ] |
| Велике герцогство Тосканське     | Сигізмундо                | Лотаринги             | Пра-правнук Великого князя Фердинанда IV (1859).                                      | 1859                    | [ 13 ]        |
| Ломбардо-Венеційське королівство | Карл фон Габсбурґ         | Габсбурґи-Лотаринзькі | Пра-правнук короля Франца Йосипа I (1848-1916).                                       | 1918                    |               |
| Королівство Обох Сицилій         | Педро Сицилійський        | Бурбони               | Нащадки короля Фердинандо II (1830–1859).                                             | 1861                    |               |
| Королівство Обох Сицилій         | Карло Сицилійський        | Бурбони               | Нащадки короля Фердинандо II (1830–1859).                                             | 1861                    |               |